# Masacre de Canicattì
La Masacre de Canicattì (o matanza de Canicattì) fue un crimen de guerra que ocurrió en Canicattì, Italia después de su captura por las fuerzas estadounidenses. Durante la invasión de Sicilia en julio de 1943, aproximadamente ocho civiles desarmados fueron asesinados por tropas norteamericanas. La ciudad de Canicattì ya se había rendido cuando entraron las tropas americanas, después de intensos bombardeos alemanes durante su retirada. 
A su llegada, las tropas de los EE. UU. recibió un informe que los civiles estaban saqueando una fábrica bombardeada, llenando baldes con los productos de la fábrica - de alimentos y jabón líquido. Alrededor de las seis de la tarde el teniente coronel Herbert McCaffrey, el gobernador militar de Palermo, y algunos miembros de la Policía Militar llegaron a la fábrica. McCaffrey disparó a la multitud después de que no se dispersasen. Al menos ocho civiles, entre ellos una niña de once años, fueron asesinados, aunque el número exacto de víctimas es incierto.